# Episodi di Faber l'investigatore (sesta stagione)
La sesta stagione della serie televisiva Faber l'investigatore è stata trasmessa in anteprima in Germania da ARD tra il 13 gennaio 1994 e il 9 giugno 1994.
| nº | Titolo originale       | Titolo italiano | Prima TV Germania | Prima TV Italia |
| -- | ---------------------- | --------------- | ----------------- | --------------- |
| 1  | Der Neue               |                 | 13 gennaio 1994   |                 |
| 2  | Einer für alle         |                 | 20 gennaio 1994   |                 |
| 3  | Sascha                 |                 | 27 gennaio 1994   |                 |
| 4  | Hasta la vista         |                 | 3 febbraio 1994   |                 |
| 5  | Liebestod              |                 | 10 febbraio 1994  |                 |
| 6  | Unter Verdacht         |                 | 17 febbraio 1994  |                 |
| 7  | Blutbilder             |                 | 24 febbraio 1994  |                 |
| 8  | Der Traumtänzer        |                 | 3 marzo 1994      |                 |
| 9  | Solos Bluff            |                 | 10 marzo 1994     |                 |
| 10 | Wer einmal lügt        |                 | 17 marzo 1994     |                 |
| 11 | Ottos große Liebe      |                 | 24 marzo 1994     |                 |
| 12 | Der Wiener             |                 | 31 marzo 1994     |                 |
| 13 | Radio                  |                 | 7 aprile 1994     |                 |
| 14 | Alte Freunde           |                 | 14 aprile 1994    |                 |
| 15 | Picknick im See        |                 | 21 aprile 1994    |                 |
| 16 | Chefsache              |                 | 28 aprile 1994    |                 |
| 17 | Ein schlimmer Verdacht |                 | 5 maggio 1994     |                 |
| 18 | Gewissenlos            |                 | 19 maggio 1994    |                 |
| 19 | Amigos                 |                 | 26 maggio 1994    |                 |
| 20 | Geschwisterliebe       |                 | 9 giugno 1994     |                 |